# Leaving Rivendell
Leaving Rivendell («Dejando Rivendel») es el cuarto álbum del grupo danés de Caspar Reiff y Peter Hall, el Tolkien Ensemble. Contiene más canciones compuestas sobre las letras de los poemas contenidos en la novela El Señor de los Anillos, de J. R. R. Tolkien, y constituye la cuarta y última parte de lo que estaba llamado a convertirse en una completa interpretación musical de todos los poemas del libro, tras An Evening in Rivendell y A Night in Rivendell y At Dawn in Rivendell.
Para la grabación de este álbum se unieron al conjunto inicial del Tolkien Ensemble la Danish Radio Sinfonietta y el Coro de Cámara Nacional de Dinamarca, dirigido por Morten Ryelund. Además, el disco cuenta, como At Dawn in Rivendell con la aportación del actor Christopher Lee, conocido fan de la obra de Tolkien e intérprete de Saruman en la trilogía de Peter Jackson, que declama con voz profunda algunos fragmentos.
En 2006 se puso a la venta Complete Songs & Poems, un pack de cuatro discos compactos con los cuatro álbumes del Ensemble, la totalidad de su proyecto musical sobre los poemas de El Señor de los Anillos.

## Pistas
| N.º   | Título                                                               | Escritor(es) | Duración |  |
| 1.    | «The Riddle of Strider (II)»                                         | Caspar Reiff | 2:33     |  |
| 2.    | «Verse of the Rings (II)»                                            | Caspar Reiff | 1:08     |  |
| 3.    | «Bregalad's Song»                                                    | Peter Hall   | 6:13     |  |
| 4.    | «Legolas' Song of the Sea»                                           | Caspar Reiff | 5:26     |  |
| 5.    | «Song of the Elves Beyond the Sea. Galadriel's Song of Eldamar (II)» | Caspar Reiff | 2:24     |  |
| 6.    | «Oliphaunt»                                                          | Peter Hall   | 2:19     |  |
| 7.    | «The Ents' Marching Song»                                            | Peter Hall   | 2:19     |  |
| 8.    | «Galadriel's Messages»                                               | Caspar Reiff | 1:53     |  |
| 9.    | «Song of Eärendil»                                                   | Peter Hall   | 10:18    |  |
| 10.   | «Song of Durin»                                                      | Peter Hall   | 6:44     |  |
| 11.   | «Tom Bombadil's Song (III)» (I had an errand there...)               | Peter Hall   | 4:33     |  |
| 12.   | «Wight's Chant»                                                      | Peter Hall   | 1:42     |  |
| 13.   | «Ho! Tom Bombadil (II)»                                              | Peter Hall   | 0:44     |  |
| 14.   | «Tom Bombadil's Song (IV)»                                           | Peter Hall   | 2:56     |  |
| 15.   | «Théoden's Battle Cry»                                               | Caspar Reiff | 0:35     |  |
| 16.   | «At Théoden's Death»                                                 | Caspar Reiff | 0:26     |  |
| 17.   | «Snowmane's Epitaph»                                                 | Caspar Reiff | 0:24     |  |
| 18.   | «Burial Song of Théoden»                                             | Caspar Reiff | 6:54     |  |
| 19.   | «The Long List of the Ents (II)»                                     | Peter Hall   | 1:00     |  |
| 20.   | «Sam's Invocation of Elven Hymn to Elbereth Gilthoniel»              | Peter Hall   | 1:38     |  |
| 21.   | «Call to Arms of the Rohirrim»                                       | Caspar Reiff | 0:36     |  |
| 22.   | «The Eagle's Song»                                                   | Caspar Reiff | 6:41     |  |
| 69:26 |                                                                      |              |          |  |

## Créditos
Según Allmusic:

### Músicos
- Peter Hall: voces solistas (Frodo y Sam) y guitarra;
- Caspar Reiff: guitarra;
- Morten Ryelund Sørensen: violín y glockenspiel;
- Øyvind Ougaard: acordeón;
- Signe Asmussen: voces de Galadriel y una elfa de Rivendel (mezzosoprano);
- Kurt Ravn: voz de Legolas (tenor);
- Jorgen Ditlevsen: voz solista (bajo);
- Nick Keir: voz solista;
- Christopher Lee: declamación y voz de Bárbol (bajo);
- Niels Henrik Jessen: órgano;
- Katja Nielsen: doble bajo;
- Gert Sørensen: percusión, marimbas;
- Danish Radio Sinfonietta: orquesta;
- Coro de Cámara Nacional de Dinamarca, dirigido por Morten Ryelund.

### Producción
- Director musical: Morten Ryelund Sørensen;
- Productores: Caspar Reiff, Peter Hall y Morten Ryelund Sørensen;
- Ingeniería: Peter Juul Kristensen;
- Traducción: Gunhild Hall;
- Diseño de cubierta: Kirsten Sonne.